# Dina Rae
Dina Rae (* 16. Mai 1981 in Los Angeles, Kalifornien) ist eine US-amerikanische R&B-Sängerin aus Los Angeles. Bekanntheit erlangte sie durch die Zusammenarbeiten mit dem Rapper Eminem.

## Leben und Karriere
Rae wuchs mit ihrer Mutter in Los Angeles auf. Sie wurde von ihr schon im Vorteenager-Alter zu Ballett- und Tanzkursen geschickt. Außerdem nahm sie Gesangsunterricht bei ihrer Patentante, einer ehemaligen Backgroundsängerin von Marvin Gaye.
Einige Jahre später trat sie einem Tanzensemble bei. Mit 17 Jahren sang sie auf dem Album Plain Rap der Rapgruppe The Pharcyde. Danach arbeitete sie mit verschiedenen Künstlern aus Los Angeles zusammen und lernte schließlich Eminem kennen, der sie 2002 auf seine Anger Management Tour mitnahm.
Zu hören ist sie auf seinen Songs Cum on Everybody, Drug Ballad, Superman, und Pimp Like Me (mit D12), jeweils Track Nr. 13 des betreffenden Albums. Das Label Motown Records nahm sie unter Vertrag und veröffentlichte ihre erste, eigene Single namens And? im Jahr 2004, welche aber nur mäßigem Erfolg hatte. Sie sang ebenfalls auf dem Track Ride Wit Me von Obie Trice, in dem der Tod des ehemaligen D12-Mitglieds Proof thematisiert wird. Das Lied kursierte einige Zeit im Internet. Auf den Liedern Doin' What I Do und Can't Wait des Rappers Jin ist sie ebenfalls zu hören. Zudem arbeitete sie mit bekannten Protagonisten der deutschen Hip-Hop-Szene zusammen. Gemeinsam mit Caput und Sinan (dem Bruder von Kool Savas) nahm sie das Stück U Ain't Fucking With Us auf, das 2006 auf dem Label-Sampler Optik Takeover! von Optik Records veröffentlicht wurde. Ihr Track My Shit ist eine Variante von Sidos Hit Mein Block, basierend auf dem Remix der Produzenten Beathoavenz.

## Diskografie
- 2004: And? (Motown Records) (Single)
- 2004: The Dina Rae Show (Mixtape)
- 2013: Powerhouse With a Pen (Mixtape)
- 2019: One Of A Million (mit Lauren Evans) (Album)
- 2023: Let Go (Single)
- 2023: Eat Shit (mit Ras Kass) (Single)

Gastbeiträge / Sonstige
- 1999: Cum on Everybody (mit Eminem) auf The Slim Shady LP
- 2000: Drug Ballad (mit Eminem) auf The Marshall Mathers LP
- 2001: Pimp Like Me (mit D12) auf Devils Night
- 2002: Superman (mit Eminem) auf The Eminem Show (DE: Gold, AT: Platin, UK: Platin, US: ×2Doppelplatin )[3]
- 2005: Hott! (mit Mu) (Juice Exclusive! auf Juice CD #55)
- 2005: My Shit auf Sounds of R&B Vol. 28[4]

## Belege
1. 1 2  Learn about Dina Rae. Abgerufen am 7. Juni 2022 (englisch).
2. 1 2  Dina Rae. Abgerufen am 30. Juli 2023 (englisch).
3. ↑  Auszeichnungen für Musikverkäufe: DE AT UK US
4. ↑  Various - Sounds Of R&B Vol. 28. April 2005, abgerufen am 30. Juli 2023 (englisch).

| Personendaten    | Personendaten                                |
| ---------------- | -------------------------------------------- |
| NAME             | Rae, Dina                                    |
| KURZBESCHREIBUNG | US-amerikanische R&B-Sängerin                |
| GEBURTSDATUM     | 16. Mai 1981                                 |
| GEBURTSORT       | Los Angeles, Kalifornien, Vereinigte Staaten |